# Jégtánc az 1994. évi téli olimpiai játékokon
Az 1994. évi téli olimpiai játékokon a műkorcsolya jégtánc versenyszámát február 18. és 21. között rendezték Hamarban. A versenyt az orosz Okszana Griscsuk–Jevgenyij Platov-kettős nyerte. A Magyarországot képviselő Berkes Enikő–Tóth Szilárd-páros a 20. helyen végzett.

## Eredmények
Az egyes szakaszokban (első és második kötelező tánc, rövid program, kűr) kilenc bíró pontozta a versenyzőket. A pontok alapján a bírók mindegyikénél külön-külön kialakult egy sorrend az egyes szakaszokra vonatkozóan és ez egy helyezési pontszámot is jelentett. Ha egy pontozónál holtverseny alakult ki, akkor a rövid programban a kötelező elemekre kapott pontszám, a kűrben pedig a művészi hatás pontszáma döntött. Az egyes szakaszok eredménye a következő kritériumok alapján alakult ki:
1. „Többségi helyezések száma”. Az a versenyző végzett előrébb, akit a bírók többsége előrébb rangsorolt. A bírók többsége azt jelentette, hogy a legjobb 5 helyezést adó bíró helyezési pontszámait vették figyelembe, de ha az 5. bíró helyezésével még volt azonos helyezés, akkor az(oka)t is figyelembe vették. Ezt az adatot tartalmazza az oszlop. (Pl. a „6×3+” azt jelenti, hogy a versenyző 6 bírónál az első 3 hely valamelyikén végzett.)
2. „Többségi helyezések összege” (a figyelembe vett bírók helyezési pontszámainak összege)
3. „Helyezések összege” (az összes bíró helyezési pontszámainak összege)

A versenyszám végeredményét az összesített helyezési pontszám határozta meg, amely az alábbiak összegéből állt:
- Az első kötelező tánc helyezési pontszámának 0,2-szerese (az összesítés 10%-a),
- A második kötelező tánc helyezési pontszámának 0,2-szerese (az összesítés 10%-a),
- Az eredeti (original) tánc helyezési pontszámának 0,6-szerese (az összesítés 30%-a),
- A kűr helyezési pontszámának 1-szerese (az összesítés 50%-a).

Az alacsonyabb helyezési pontszámmal rendelkező versenyző végzett előrébb. Egyenlő helyezési pontszám esetén a kűrben elért jobb helyezés döntött.

### Első kötelező tánc
A kötelező táncokat február 18-án rendezték.
| Hely. | Versenyzők                                                        | Többségi helyezések száma | Többségi helyezések összege | Helyezések összege | Pont | Helyezési pontszám |
| ----- | ----------------------------------------------------------------- | ------------------------- | --------------------------- | ------------------ | ---- | ------------------ |
| 1.    | Oroszország (RUS)-2 · Maja Uszova · Alekszandr Zsulin             | 9×2+                      | 14,0                        | 14,0               | 51,5 | 0,2                |
| 2.    | Oroszország (RUS)-1 · Okszana Griscsuk · Jevgenyij Platov         | 8×2+                      | 12,0                        | 15,0               | 51,5 | 0,4                |
| 3.    | Nagy-Britannia (GBR) · Jayne Torvill · Christopher Dean           | 6×3+                      | 15,0                        | 27,0               | 50,0 | 0,6                |
| 4.    | Finnország (FIN) · Susanna Rahkamo · Petri Kokko                  | 7×4+                      | 25,0                        | 35,0               | 49,2 | 0,8                |
| 5.    | Franciaország (FRA)-1 · Sophie Moniotte · Pascal Lavanchy         | 9×5+                      | 43,0                        | 43,0               | 48,4 | 1,0                |
| 6.    | Oroszország (RUS)-3 · Anzselika Krilova · Vlagyimir Fjodorov      | 9×6+                      | 54,0                        | 54,0               | 47,0 | 1,2                |
| 7.    | Ukrajna (UKR)-1 · Irina Romanova · Ihor Jarosenko                 | 8×7+                      | 55,0                        | 63,0               | 45,9 | 1,4                |
| 8.    | Csehország (CZE)-1 · Kateřina Mrázová · Martin Šimeček            | 9×8+                      | 71,0                        | 71,0               | 45,2 | 1,6                |
| 9.    | Németország (GER) · Jennifer Goolsbee · Hendryk Schamberger       | 5×10+                     | 48,0                        | 94,0               | 42,3 | 1,8                |
| 10.   | Kanada (CAN) · Shae-Lynn Bourne · Victor Kraatz                   | 5×10+                     | 49,0                        | 93,0               | 42,4 | 2,0                |
| 11.   | Fehéroroszország (BLR) · Taccjana Navka · Szamvel Gjozaljan       | 6×11+                     | 60,0                        | 96,0               | 42,2 | 2,2                |
| 12.   | Üzbegisztán (UZB)-1 · Aliki Sergaadu · Yuris Razgulyayev          | 5×12+                     | 51,0                        | 108,0              | 40,6 | 2,4                |
| 13.   | Litvánia (LTU) · Margarita Drobiazko · Povilas Vanagas            | 6×13+                     | 71,0                        | 116,0              | 40,1 | 2,6                |
| 14.   | Egyesült Államok (USA) · Elizabeth Punsalan · Jerod Swallow       | 7×14+                     | 90,0                        | 120,0              | 39,6 | 2,8                |
| 15.   | Franciaország (FRA)-2 · Bérangère Nau · Luc Moneger               | 5×15+                     | 71,0                        | 141,0              | 37,1 | 3,0                |
| 16.   | Csehország (CZE)-2 · Radmila Chroboková · Milan Brzý              | 7×16+                     | 110,0                       | 144,0              | 36,9 | 3,2                |
| 17.   | Kazahsztán (KAZ) · Jelizaveta Sztyekolnyikova · Dmitrij Kazarliga | 5×16+                     | 74,0                        | 142,0              | 37,2 | 3,4                |
| 18.   | Lengyelország (POL) · Agnieszka Domańska · Marcin Głowacki        | 6×18+                     | 104,0                       | 161,0              | 34,7 | 3,6                |
| 19.   | Ukrajna (UKR)-2 · Szvitlana Csernyikova · Olekszandr Szosznenko   | 9×19+                     | 167,0                       | 167,0              | 33,8 | 3,8                |
| 20.   | Magyarország (HUN) · Berkes Enikő · Tóth Szilárd                  | 8×20+                     | 160,0                       | 181,0              | 31,3 | 4,0                |
| 21.   | Üzbegisztán (UZB)-2 · Dinara Nurdbayeva · Muslim Sattarov         | 9×21+                     | 188,0                       | 188,0              | 29,4 | 4,2                |

### Második kötelező tánc
| Hely. | Versenyzők                                                        | Többségi helyezések száma | Többségi helyezések összege | Helyezések összege | Pont | Helyezési pontszám |
| ----- | ----------------------------------------------------------------- | ------------------------- | --------------------------- | ------------------ | ---- | ------------------ |
| 1.    | Oroszország (RUS)-1 · Okszana Griscsuk · Jevgenyij Platov         | 6×1+                      | 6,0                         | 13,0               | 51,7 | 0,2                |
| 2.    | Oroszország (RUS)-2 · Maja Uszova · Alekszandr Zsulin             | 8×2+                      | 13,0                        | 16,0               | 51,5 | 0,4                |
| 3.    | Nagy-Britannia (GBR) · Jayne Torvill · Christopher Dean           | 8×3+                      | 23,0                        | 27,0               | 50,3 | 0,6                |
| 4.    | Finnország (FIN) · Susanna Rahkamo · Petri Kokko                  | 5×4+                      | 18,0                        | 38,0               | 48,9 | 0,8                |
| 5.    | Franciaország (FRA)-1 · Sophie Moniotte · Pascal Lavanchy         | 7×5+                      | 31,0                        | 43,0               | 48,4 | 1,0                |
| 6.    | Oroszország (RUS)-3 · Anzselika Krilova · Vlagyimir Fjodorov      | 8×6+                      | 46,0                        | 53,0               | 47,3 | 1,2                |
| 7.    | Ukrajna (UKR)-1 · Irina Romanova · Ihor Jarosenko                 | 8×7+                      | 55,0                        | 63,0               | 46,0 | 1,4                |
| 8.    | Csehország (CZE)-1 · Kateřina Mrázová · Martin Šimeček            | 8×8+                      | 63,0                        | 74,0               | 44,7 | 1,6                |
| 9.    | Németország (GER) · Jennifer Goolsbee · Hendryk Schamberger       | 7×9+                      | 63,0                        | 85,0               | 43,6 | 1,8                |
| 10.   | Kanada (CAN) · Shae-Lynn Bourne · Victor Kraatz                   | 6×10+                     | 58,0                        | 91,0               | 42,9 | 2,0                |
| 11.   | Fehéroroszország (BLR) · Taccjana Navka · Szamvel Gjozaljan       | 5×10+                     | 49,0                        | 96,0               | 42,5 | 2,2                |
| 12.   | Üzbegisztán (UZB)-1 · Aliki Sergaadu · Yuris Razgulyayev          | 6×12+                     | 68,0                        | 110,0              | 41,0 | 2,4                |
| 13.   | Litvánia (LTU) · Margarita Drobiazko · Povilas Vanagas            | 7×13+                     | 88,0                        | 117,0              | 40,1 | 2,6                |
| 14.   | Egyesült Államok (USA) · Elizabeth Punsalan · Jerod Swallow       | 7×14+                     | 93,0                        | 124,0              | 39,5 | 2,8                |
| 15.   | Franciaország (FRA)-2 · Bérangère Nau · Luc Moneger               | 6×15+                     | 86,0                        | 136,0              | 38,1 | 3,0                |
| 16.   | Csehország (CZE)-2 · Radmila Chroboková · Milan Brzý              | 5×15+                     | 75,0                        | 140,0              | 37,8 | 3,2                |
| 17.   | Kazahsztán (KAZ) · Jelizaveta Sztyekolnyikova · Dmitrij Kazarliga | 8×17+                     | 129,0                       | 147,0              | 37,1 | 3,4                |
| 18.   | Lengyelország (POL) · Agnieszka Domańska · Marcin Głowacki        | 7×18+                     | 124,0                       | 162,0              | 35,3 | 3,6                |
| 19.   | Ukrajna (UKR)-2 · Szvitlana Csernyikova · Olekszandr Szosznenko   | 9×19+                     | 169,0                       | 169,0              | 34,3 | 3,8                |
| 20.   | Magyarország (HUN) · Berkes Enikő · Tóth Szilárd                  | 9×20+                     | 180,0                       | 180,0              | 32,0 | 4,0                |
| 21.   | Üzbegisztán (UZB)-2 · Dinara Nurdbayeva · Muslim Sattarov         | 9×21+                     | 189,0                       | 189,0              | 30,0 | 4,2                |

### Eredeti (original) tánc
Az original táncot február 20-án rendezték.
| Hely. | Versenyzők                                                        | Többségi helyezések száma | Többségi helyezések összege | Helyezések összege | Pont  | Helyezési pontszám |
| ----- | ----------------------------------------------------------------- | ------------------------- | --------------------------- | ------------------ | ----- | ------------------ |
| 1.    | Nagy-Britannia (GBR) · Jayne Torvill · Christopher Dean           | 8×1+                      | 8,0                         | 10,0               | 105,9 | 0,6                |
| 2.    | Oroszország (RUS)-2 · Maja Uszova · Alekszandr Zsulin             | 6×2+                      | 11,0                        | 20,0               | 104,3 | 1,2                |
| 3.    | Oroszország (RUS)-1 · Okszana Griscsuk · Jevgenyij Platov         | 7×3+                      | 17,0                        | 25,0               | 103,7 | 1,8                |
| 4.    | Finnország (FIN) · Susanna Rahkamo · Petri Kokko                  | 8×4+                      | 30,0                        | 35,0               | 101,8 | 2,4                |
| 5.    | Franciaország (FRA)-1 · Sophie Moniotte · Pascal Lavanchy         | 8×5+                      | 39,0                        | 45,0               | 99,7  | 3,0                |
| 6.    | Oroszország (RUS)-3 · Anzselika Krilova · Vlagyimir Fjodorov      | 7×6+                      | 41,0                        | 55,0               | 98,5  | 3,6                |
| 7.    | Ukrajna (UKR)-1 · Irina Romanova · Ihor Jarosenko                 | 6×7+                      | 40,0                        | 65,0               | 95,5  | 4,2                |
| 8.    | Csehország (CZE)-1 · Kateřina Mrázová · Martin Šimeček            | 8×8+                      | 61,0                        | 71,0               | 94,5  | 4,8                |
| 9.    | Németország (GER) · Jennifer Goolsbee · Hendryk Schamberger       | 7×9+                      | 61,0                        | 81,0               | 92,6  | 5,4                |
| 10.   | Kanada (CAN) · Shae-Lynn Bourne · Victor Kraatz                   | 6×10+                     | 57,0                        | 90,0               | 90,7  | 6,0                |
| 11.   | Fehéroroszország (BLR) · Taccjana Navka · Szamvel Gjozaljan       | 9×11+                     | 96,0                        | 96,0               | 90,4  | 6,6                |
| 12.   | Litvánia (LTU) · Margarita Drobiazko · Povilas Vanagas            | 8×13+                     | 100,0                       | 114,0              | 87,0  | 7,2                |
| 12.   | Üzbegisztán (UZB)-1 · Aliki Sergaadu · Yuris Razgulyayev          | 8×13+                     | 100,0                       | 114,0              | 87,2  | 7,2                |
| 14.   | Egyesült Államok (USA) · Elizabeth Punsalan · Jerod Swallow       | 8×14+                     | 109,0                       | 124,0              | 85,2  | 8,4                |
| 15.   | Franciaország (FRA)-2 · Bérangère Nau · Luc Moneger               | 9×16+                     | 139,0                       | 139,0              | 80,5  | 9,0                |
| 16.   | Csehország (CZE)-2 · Radmila Chroboková · Milan Brzý              | 7×16+                     | 108,0                       | 142,0              | 80,1  | 9,6                |
| 17.   | Kazahsztán (KAZ) · Jelizaveta Sztyekolnyikova · Dmitrij Kazarliga | 6×17+                     | 99,0                        | 154,0              | 78,0  | 10,2               |
| 18.   | Lengyelország (POL) · Agnieszka Domańska · Marcin Głowacki        | 7×18+                     | 123,0                       | 161,0              | 76,8  | 10,8               |
| 19.   | Ukrajna (UKR)-2 · Szvitlana Csernyikova · Olekszandr Szosznenko   | 9×19+                     | 167,0                       | 167,0              | 75,1  | 11,4               |
| 20.   | Magyarország (HUN) · Berkes Enikő · Tóth Szilárd                  | 8×20+                     | 160,0                       | 181,0              | 69,5  | 12,0               |
| 21.   | Üzbegisztán (UZB)-2 · Dinara Nurdbayeva · Muslim Sattarov         | 9×21+                     | 188,0                       | 188,0              | 66,6  | 12,6               |

### Kűr
A kűrt február 21-én rendezték.
| Hely. | Versenyzők                                                        | Többségi helyezések száma | Többségi helyezések összege | Helyezések összege | Pont  | Helyezési pontszám |
| ----- | ----------------------------------------------------------------- | ------------------------- | --------------------------- | ------------------ | ----- | ------------------ |
| 1.    | Oroszország (RUS)-1 · Okszana Griscsuk · Jevgenyij Platov         | 5×1+                      | 5,0                         | 16,0               | 105,4 | 1,0                |
| 2.    | Oroszország (RUS)-2 · Maja Uszova · Alekszandr Zsulin             | 9×2+                      | 15,0                        | 15,0               | 105,1 | 2,0                |
| 3.    | Nagy-Britannia (GBR) · Jayne Torvill · Christopher Dean           | 9×3+                      | 23,0                        | 23,0               | 104,6 | 3,0                |
| 4.    | Finnország (FIN) · Susanna Rahkamo · Petri Kokko                  | 5×4+                      | 20,0                        | 40,0               | 102,0 | 4,0                |
| 5.    | Franciaország (FRA)-1 · Sophie Moniotte · Pascal Lavanchy         | 9×5+                      | 41,0                        | 41,0               | 102,0 | 5,0                |
| 6.    | Oroszország (RUS)-3 · Anzselika Krilova · Vlagyimir Fjodorov      | 5×6+                      | 30,0                        | 58,0               | 99,7  | 6,0                |
| 7.    | Ukrajna (UKR)-1 · Irina Romanova · Ihor Jarosenko                 | 6×7+                      | 38,0                        | 62,0               | 99,0  | 7,0                |
| 8.    | Csehország (CZE)-1 · Kateřina Mrázová · Martin Šimeček            | 7×8+                      | 53,0                        | 72,0               | 97,3  | 8,0                |
| 9.    | Németország (GER) · Jennifer Goolsbee · Hendryk Schamberger       | 5×9+                      | 43,0                        | 84,0               | 95,9  | 9,0                |
| 10.   | Kanada (CAN) · Shae-Lynn Bourne · Victor Kraatz                   | 5×9+                      | 44,0                        | 85,0               | 95,9  | 10,0               |
| 11.   | Fehéroroszország (BLR) · Taccjana Navka · Szamvel Gjozaljan       | 7×11+                     | 75,0                        | 99,0               | 93,2  | 11,0               |
| 12.   | Litvánia (LTU) · Margarita Drobiazko · Povilas Vanagas            | 5×12+                     | 59,0                        | 113,0              | 91,8  | 12,0               |
| 13.   | Üzbegisztán (UZB)-1 · Aliki Sergaadu · Yuris Razgulyayev          | 9×13+                     | 112,0                       | 112,0              | 91,8  | 13,0               |
| 14.   | Franciaország (FRA)-2 · Bérangère Nau · Luc Moneger               | 5×14+                     | 69,0                        | 131,0              | 87,5  | 14,0               |
| 15.   | Egyesült Államok (USA) · Elizabeth Punsalan · Jerod Swallow       | 6×15+                     | 86,0                        | 135,0              | 86,1  | 15,0               |
| 16.   | Csehország (CZE)-2 · Radmila Chroboková · Milan Brzý              | 5×15+                     | 74,0                        | 139,0              | 84,6  | 16,0               |
| 17.   | Lengyelország (POL) · Agnieszka Domańska · Marcin Głowacki        | 6×17+                     | 102,0                       | 157,0              | 80,7  | 17,0               |
| 18.   | Kazahsztán (KAZ) · Jelizaveta Sztyekolnyikova · Dmitrij Kazarliga | 9×18+                     | 157,0                       | 157,0              | 81,4  | 18,0               |
| 19.   | Ukrajna (UKR)-2 · Szvitlana Csernyikova · Olekszandr Szosznenko   | 8×19+                     | 151,0                       | 171,0              | 76,7  | 19,0               |
| 20.   | Magyarország (HUN) · Berkes Enikő · Tóth Szilárd                  | 9×20+                     | 179,0                       | 179,0              | 74,5  | 20,0               |
| 21.   | Üzbegisztán (UZB)-2 · Dinara Nurdbayeva · Muslim Sattarov         | 9×21+                     | 189,0                       | 189,0              | 66,8  | 21,0               |

### Végeredmény
| Helyezés | Versenyzők                                                        | Helyezési pontszámok | Helyezési pontszámok  | Helyezési pontszámok    | Helyezési pontszámok | Helyezési pontszámok |
| Helyezés | Versenyzők                                                        | Első kötelező tánc   | Második kötelező tánc | Eredeti (original) tánc | Kűr                  | Összesen             |
| -------- | ----------------------------------------------------------------- | -------------------- | --------------------- | ----------------------- | -------------------- | -------------------- |
| Arany    | Oroszország (RUS)-1 · Okszana Griscsuk · Jevgenyij Platov         | 0,4                  | 0,2                   | 1,8                     | 1,0                  | 3,4                  |
| Ezüst    | Oroszország (RUS)-2 · Maja Uszova · Alekszandr Zsulin             | 0,2                  | 0,4                   | 1,2                     | 2,0                  | 3,8                  |
| Bronz    | Nagy-Britannia (GBR) · Jayne Torvill · Christopher Dean           | 0,6                  | 0,6                   | 0,6                     | 3,0                  | 4,8                  |
| 4.       | Finnország (FIN) · Susanna Rahkamo · Petri Kokko                  | 0,8                  | 0,8                   | 2,4                     | 4,0                  | 8,0                  |
| 5.       | Franciaország (FRA)-1 · Sophie Moniotte · Pascal Lavanchy         | 1,0                  | 1,0                   | 3,0                     | 5,0                  | 10,0                 |
| 6.       | Oroszország (RUS)-3 · Anzselika Krilova · Vlagyimir Fjodorov      | 1,2                  | 1,2                   | 3,6                     | 6,0                  | 12,0                 |
| 7.       | Ukrajna (UKR)-1 · Irina Romanova · Ihor Jarosenko                 | 1,4                  | 1,4                   | 4,2                     | 7,0                  | 14,0                 |
| 8.       | Csehország (CZE)-1 · Kateřina Mrázová · Martin Šimeček            | 1,6                  | 1,6                   | 4,8                     | 8,0                  | 16,0                 |
| 9.       | Németország (GER) · Jennifer Goolsbee · Hendryk Schamberger       | 1,8                  | 1,8                   | 5,4                     | 9,0                  | 18,0                 |
| 10.      | Kanada (CAN) · Shae-Lynn Bourne · Victor Kraatz                   | 2,0                  | 2,0                   | 6,0                     | 10,0                 | 20,0                 |
| 11.      | Fehéroroszország (BLR) · Taccjana Navka · Szamvel Gjozaljan       | 2,2                  | 2,2                   | 6,6                     | 11,0                 | 22,0                 |
| 12.      | Litvánia (LTU) · Margarita Drobiazko · Povilas Vanagas            | 2,6                  | 2,6                   | 7,2                     | 12,0                 | 24,4                 |
| 13.      | Üzbegisztán (UZB)-1 · Aliki Sergaadu · Yuris Razgulyayev          | 2,4                  | 2,4                   | 7,2                     | 13,0                 | 25,0                 |
| 14.      | Franciaország (FRA)-2 · Bérangère Nau · Luc Moneger               | 3,0                  | 3,0                   | 9,0                     | 14,0                 | 29,0                 |
| 15.      | Egyesült Államok (USA) · Elizabeth Punsalan · Jerod Swallow       | 2,8                  | 2,8                   | 8,4                     | 15,0                 | 29,0                 |
| 16.      | Csehország (CZE)-2 · Radmila Chroboková · Milan Brzý              | 3,2                  | 3,2                   | 9,6                     | 16,0                 | 32,0                 |
| 17.      | Lengyelország (POL) · Agnieszka Domańska · Marcin Głowacki        | 3,6                  | 3,6                   | 10,8                    | 17,0                 | 35,0                 |
| 18.      | Kazahsztán (KAZ) · Jelizaveta Sztyekolnyikova · Dmitrij Kazarliga | 3,4                  | 3,4                   | 10,2                    | 18,0                 | 35,0                 |
| 19.      | Ukrajna (UKR)-2 · Szvitlana Csernyikova · Olekszandr Szosznenko   | 3,8                  | 3,8                   | 11,4                    | 19,0                 | 38,0                 |
| 20.      | Magyarország (HUN) · Berkes Enikő · Tóth Szilárd                  | 4,0                  | 4,0                   | 12,0                    | 20,0                 | 40,0                 |
| 21.      | Üzbegisztán (UZB)-2 · Dinara Nurdbayeva · Muslim Sattarov         | 4,2                  | 4,2                   | 12,6                    | 21,0                 | 42,0                 |